# Giovanni Preziosi
Giovanni Preziosi (24 de octubre de 1881 – 26 de abril de 1945) fue un político fascista italiano conocido por su apoyo a la Italia fascista.

## Inicios
Preziosi nació el 24 de octubre de 1881 en Torella dei Lombardi, en el seno de una familia de clase media. Una vez completados sus estudios, fue ordenado sacerdote. A pesar de que se le apartó del sacerdocio en 1911, permaneció de por vida fiel a posiciones católicas conservadoras. Comenzó después su carrera como periodista, y fundó una revista dirigida a los emigrantes: Vita Italiana all'estero. A esta publicación siguió el diario La Vita Italiana, caracterizado por sus duras críticas hacia los judíos en los prolegómenos de la Primera Guerra Mundial. Pronto se involucró en los círculos políticos de la Italia fascista, se unió al Partido Nacional Fascista de Benito Mussolini y tomó parte en la marcha sobre Roma.

## Antisemitismo
Preziosi no fue antisemita desde un primer momento. Solo tras los escasos réditos conseguidos por Italia a raíz de su participación en la Primera Guerra Mundial, Preziosi vino a culpar a los judíos de Italia de muchos de los males del país. Afirmó que los judíos no estaban capacitados para ser verdaderos italianos ni desde una perspectiva racial ni espiritual, a causa de lo que consideraba una lealtad dividida y por el crecimiento del sionismo; así mismo, creía en las teorías acerca de que los judíos estaban detrás del comunismo, la masonería, el capitalismo y la democracia. Gran parte de sus ideas fueron influenciadas por La Libre Parole —un periódico fundado por Edouard Drumont—, The Cause of World Unrest de Howell Arthur Gwynne —basado en Los protocolos de los sabios de Sion—, y The Dearborn Independent editado por Henry Ford. Preziosi fue el primer traductor de Los protocolos de los sabios de Sion al italiano en 1921. Tal era la fuerza de sus convicciones que incluso llegó a criticar a Paolo Orano, un antisemita de la época, por considerarlo demasiado tibio hacia los judíos.
A pesar de ser un fascista intransigente, Preziosi denunció el nazismo como provinciano, excluyente y responsable de empujar a Europa hacia el comunismo. Durante su juventud había manifestado una fuerte germanofobia, y en 1916 publicó un libro titulado Germania alla conquista dell'Italia («Alemania a la conquista de Italia»). A partir de 1933 viró, se convirtió en convencido defensor de una cooperación estrecha con la Alemania nazi, y criticó en ocasiones al fascismo italiano por no hacer hincapié en las malas acciones imputadas a los judíos. Sus ideas recibieron una mayor difusión tras la promulgación de las leyes raciales fascistas, dado que comenzó a escribir artículos para la prensa nacional y para su propio periódico.

## Carrera posterior y muerte
En 1923, Preziosi colaboró con el nacionalista italiano Ettore Tolomei en la elaboración del manifiesto Provvedimenti per l'Alto Adige («Medidas para el Alto Adigio»), que se convirtió en un primer esbozo de lo que se convertiría en la campaña de italianización del Tirol del Sur. El creciente prestigio de Preziosi fue recompensado en 1942, en que se le designó ministro de estado. Con el establecimiento del estado títere nazi de la República Social Italiana (RSI), fue enviado a la Alemania nazi para trabajar como consejero para asuntos de Italia de Adolf Hitler. Durante su estancia en Alemania, contribuyó a la propaganda de la Alemania nazi a través de un programa emitido por Radio Múnich y difundido en la Italia de Mussolini, en el que aprovechaba para atacar a personalidades como Guido Buffarini Guidi o Alessandro Pavolini tachándolos de «amantes de los judíos».
Preziosi regresó a Italia en marzo de 1944 para dirigir un Ispettorato Generale della Razza (Inspección General de la Raza). Desde su cargo, introdujo un sistema basado en las Leyes de Núremberg y utilizó el nuevo código para tomar medidas contundentes contra aquellos judíos que eran considerados inaceptables. Durante estos años de la RSI buscó el exterminio de los judíos, en palabras del historiador del fascismo Emilio Gentile, «con furia fanática». Junto a Roberto Farinacci, en este periodo también colaboró estrechamente en una alianza profascista con Julius Evola. Su actividad fue en ocasiones bloqueada por el propio Mussolini, quien mantenía una antigua animadversión personal hacia Preziosi; sin embargo, el empeño de Preziosi logró que el estado títere siguiera involucrado en el esfuerzo de guerra nazi..
En los últimos días de la guerra, logró escapar de los partisanos italianos el 26 de abril de 1945. A continuación Preziosi huyó junto a su mujer a pie hacia Milán, donde encontró refugio en casas de amigos. Al día siguiente, ambos fueron encontrados muertos aparentemente tras arrojarse desde la ventana de un cuarto piso. En su carta de despedida, Preziosi había escrito: «Toda mi vida he vivido para la grandeza de mi patria. Seguí a Mussolini porque en él vi al hombre que podía darle grandeza a la Patria. Tras el 25 de julio de nuevo tuve esperanza. Hoy, cuando todo se derrumba, no puedo hacer nada mejor que no sobrevivir. Ella, que ha compartido todas mis luchas y esperanzas, me sigue también en esto. Algún día, nuestro hijo Romano estará orgulloso de este gesto».